# Avolsheim
Avolsheim [avɔlsaim] (elsässisch: Àvelse) ist eine französische Gemeinde mit 774 Einwohnern (Stand 1. Januar 2021) im Département Bas-Rhin in der Europäischen Gebietskörperschaft Elsass und in der Region Grand Est.

## Geografie
Die Gemeinde Avolsheim liegt 22 Kilometer westlich von Straßburg am Zusammenfluss von Mossig und Bruche. Durch die Gemeinde führt die Departementsstraße D422 als Teil der Elsässer Weinstraße.
Nachbargemeinden sind Soultz-les-Bains, Wolxheim und Molsheim.

## Geschichte und Bevölkerungsentwicklung
Erstmals wird Avolsheim erwähnt im Urkundenbuch des Klosters Fulda: Sein Besitz, erworben im Jahr 788 im Dorf „Hunzolfesheim“, wird von den Historikern Avolsheim zugeordnet (FUB 176). 1051 soll es sich als „Avelsheim“ im Besitz des Bischofs von Straßburg befunden haben. 1871–1918 gehörte es zum Deutschen Reich.
| Jahr      | 1962 | 1968 | 1975 | 1982 | 1990 | 1999 | 2006 | 2017 |
| Einwohner | 478  | 487  | 513  | 513  | 567  | 658  | 746  | 713  |

## Sehenswürdigkeiten
- Baptisterium Sankt Ulrich (um 1000), seit 1930 Monument historique[2]
- Kirche Dompeter (um 1050), seit 1930 Monument historique[3]
- Kirche Sankt Maternus (1911)

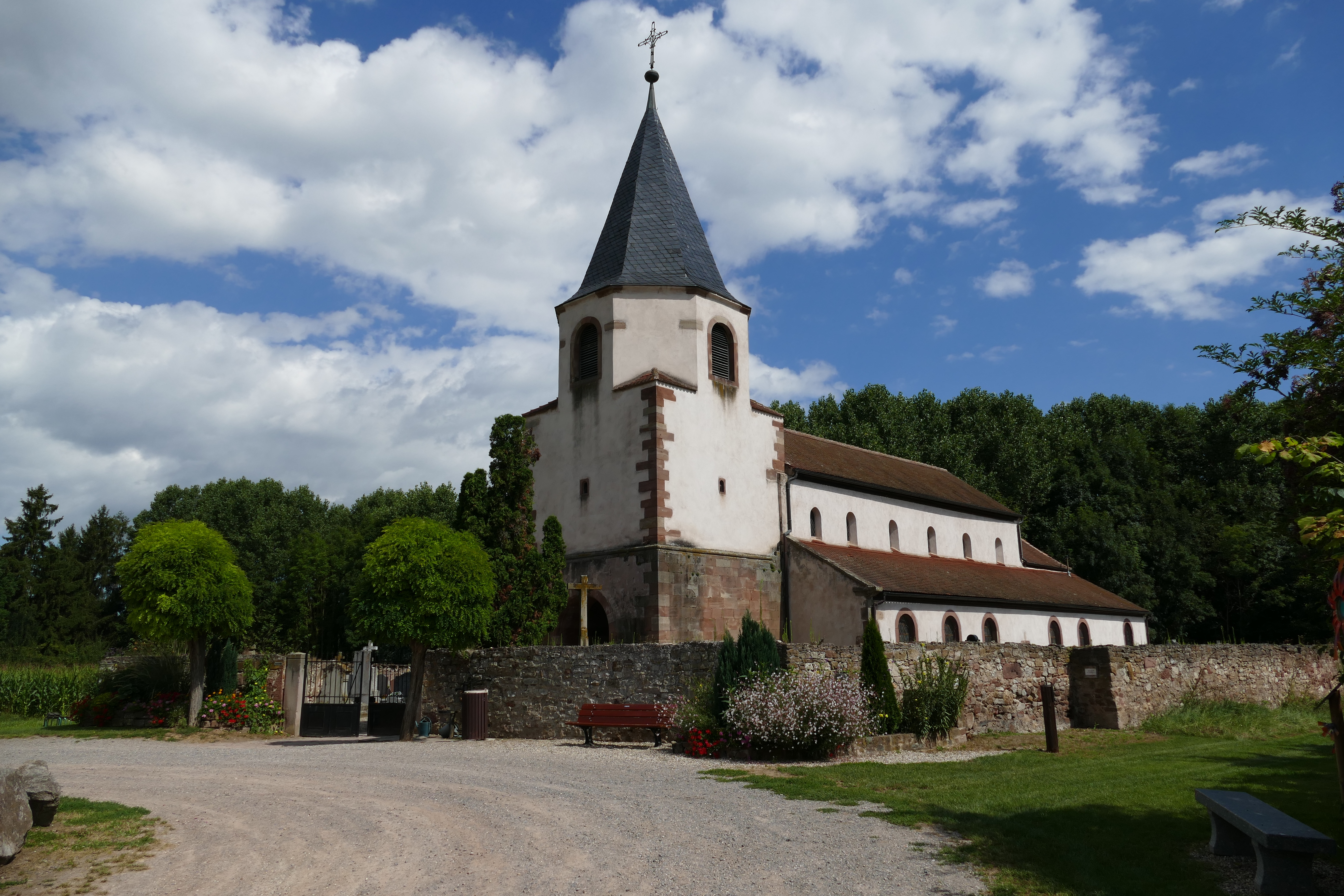
Dompeter (Saint Pierre)
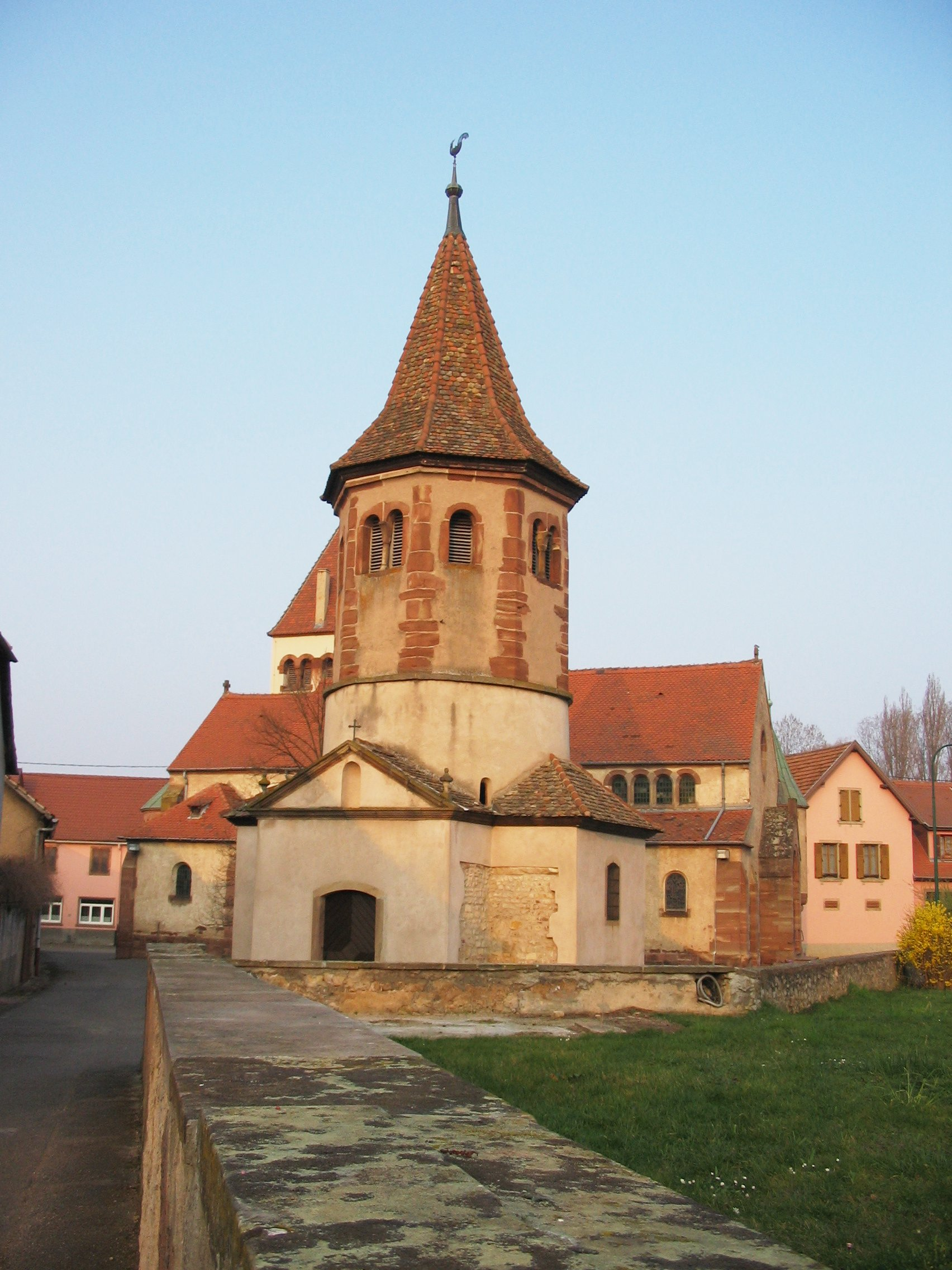
St. Ulrich (Saint Ulric)
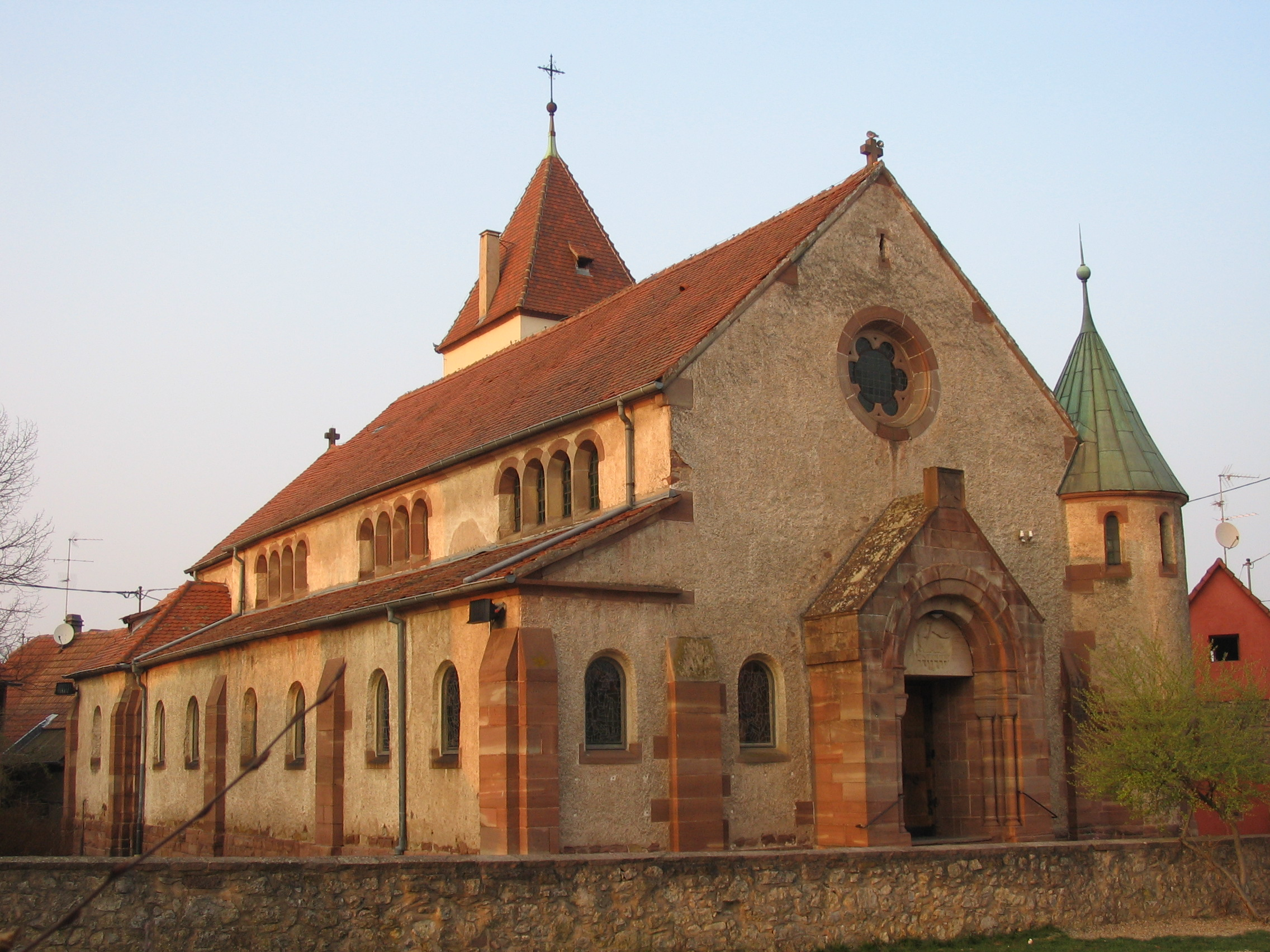
St. Maternus (Saint Materne)

## Nachweise
1. ↑  Localisation et prononciation … bei elsasser.free.fr, abgerufen am 2. Januar 2024
2. ↑  la plateforme ouverte du patrimoine (POP): Chapelle Saint-Ulrich dite baptistère (französisch)
3. ↑  la plateforme ouverte du patrimoine (POP): Église paroissiale Saint-Pierre dite Dompeter (französisch)